# Thuyết động lực đẩy kéo
Thuyết động lực đẩy và kéo nằm trong khoảng 28 học thuyết động lực về mặt nội dung, tức là về những giá trị tạo động lực cho con người và cơ chế mà con người đạt được những giá trị này (như khả năng làm chủ, thiết lập các mục tiêu mang tính thử thách, tập trung vào những nhiệm vụ được giao, quản trị cũng như giáo dục). Các học thuyết động lực này cho rằng mong muốn thỏa mãn các nhu cầu cá nhân tạo nên động lực của con người, tiêu biểu là tháp nhu cầu Maslow, học thuyết ERG của Alderfer, học thuyết động cơ – duy trì của Herzberg, và học thuyết nhu cầu học tập (hoặc tên khác là: ba nhu cầu) của McClelland. Thuyết động lực đẩy và kéo có nguồn gốc và chủ yếu xuất hiện trong ngành du lịch nhưng cũng được mở rộng sang một số ít lĩnh vực khác với rất ít tài liệu nghiên cứu chuyên sâu. Lưu ý, tránh nhầm lẫn thuyết này với chiến lược đẩy kéo trong quản trị chuỗi cung ứng, phân phối phòng khách sạn và cả trong marketing.

## Định nghĩa
Động lực đẩy là những động lực giúp con người thúc đẩy bản thân tới mục tiêu của họ hoặc để đạt được điều gì đó, ví dụ như mong muốn được thoát ly, nghỉ ngơi và thư giãn, thể hiện thanh thế, sức khỏe và sự thể lực, sự phiêu lưu và tương tác xã hội.
Tuy nhiên, với động lực đẩy bạn sẽ rất dễ nản lòng khi có các chướng ngại trên con đường thành công. Động lực đẩy hoạt động như ý chí và ý chí của mỗi người chỉ mạnh mẽ như khát khao đằng sau ý chí đó.
Động lực kéo thì ngược lại với động lực đẩy. Đó là loại động lực mạnh hơn rất nhiều. “Một vài nhân tố là những điều hình thành từ sự hấp dẫn của điểm đến được nhận thức bởi những ngời có thiên hướng đi du lịch. Chúng bao gồm những nguồn lực, tài nguyên hữu hình như các bãi biển, cơ sở giải trí, các địa điểm văn hóa, nhận thức và mong đợi của du khách, chẳng hạn như sự mới lạ, mong đợi về lợi ích và hình ảnh marketing.” Động lực kéo có thể được nhìn nhận như khao khát đạt được mục tiêu quá lớn đến mức dường như mục tiêu đó đang kéo chúng ta về phía nó vậy. Đó là lý do vì sao động lực kéo mạnh mẽ hơn động lực đẩy. Bạn sẽ dễ dàng bị thu hút bởi điều gì đó hơn là tự thúc đẩy bản thân tới điều bạn mong muốn.   
Sau đây là vài nghiên cứu đã được thực hiện để tìm ra các yếu tố đẩy và kéo trong việc đi du lịch:
| Nhà nghiên cứu                 | Cách tiếp cận                                              | Động lực đẩy được nhận dạng | Động lực kéo được nhận dạng |
| ------------------------------ | ---------------------------------------------------------- | --- | --- |
| Dann (1977)                    | Phát triển thang đo/khảo sát và phân tích                  | Nâng cao cái tôi và sự dị thường | |
| Crompton (1979)                | Phỏng vấn sâu phi cấu trúc                                 | Sự thoát ly, khám phá và đánh giá bản thân, thư giãn, thể hiện thanh thế, sự thoái lui, củng cố mối quan hệ gia đình, tương tác xã hội | Sự mới lạ, giáo dục |
| Yuan và McDonald (1990)        | Phân tích nhân tố về 29 mục đẩy và 53 mục kéo              | Sự thoát ly, sự mới mẻ, thể hiện thanh thế, củng cố mối quan hệ gia đình, thư giãn/tiêu khiển | Ngân sách, văn hóa và lịch sử, sự hoang dã, du lịch trở nên dễ dàng, môi trường quốc tế, cơ sớ vật chất, săn bắt |
| Fodness (1994)                 | Phát triển thang đo                                        | Bảo vệ cái tôi, thể hiện thanh thế, tối đa hóa phần thưởng, trốn tránh sự trừng phạt, thể hiện các giá trị, điều chỉnh xã hội | |
| Uysal và Jurowski (1994)       | Phân tích nhân tố về 26 mục đẩy và 29 mục kéo              | Trải nghiệm lại cảm giác gia đình và sự quây quần, các hoạt động thể thao, trải nghiệm văn hóa, thoát ly | Giải trí/resort, trải nghiệm ngoài trời/thiên nhiên, di sản/văn hóa, nông thôn/giá rẻ |
| Turnbull và Uysal (1995)       | Phân tích nhân tố về 30 mục đẩy và 53 mục kéo              | Trải nghiệm văn hóa, thoát ly, Trải nghiệm lại cảm giác gia đình, các hoạt động thể thao, thể hiện thanh thế | Di sản/văn hóa, trong thành phố, thoải mái/thư giãn, resort bãi biển, các tài nguyên ngoài trời, nông thôn, giá rẻ |
| Oh, Uysal, và Weaver (1995)    | Phân tích tương quan chính tắc về 30 mục đẩy và 52 mục kéo | Kiến thức/trí thức, gia đình/tương tác xã hội, sự mới mẻ/sự phiêu lưu, giải trí/thể hiện thanh thế, thoát ly/nghỉ ngơi | Lịch sử lâu đời/văn hóa, thể thao/các hoạt động, an toàn/cao cấp, tự nhiên/ngoài trời, giá rẻ/ngân sách |
| Cha, McCleary, và Uysal (1995) | Phân tích nhân tố về 30 mục đẩy                            | Thư giãn, kiến thức, phiêu lưu, khoe khoang về việc du lịch, gia đình, thể thao | |
| Baloglu and Uysal (1996)       | Phân tích tương quan chính tắc về 30 mục đẩy và 52 mục kéo | Bốn cặp phương sai chính tắc đẩy và kéo được nhận dạng nhưng chưa được dán nhãn. những phương sai này được dùng để nhận dạng bốn phân khúc thị trường gồm người tìm kiếm các hoạt động, môn thể thao, ngời tìm kiếm sự mới mẻ, người tìm kiếm cuộc sống đô thị, người tìm kiếm bãi biển/resort | |
| Sirakaya and McLellan (1997)   | Phân tích nhân tố về 56 mục kéo                            | | Sự hiếu khách của dân địa phương, chi phí và sự tiện lợi của chuyến đi, nhận thức về một môi trường an toàn/an ninh, thay đổi trong môi trường sống hằng ngày, các hoạt động vui chơi và thể thao, cơ hội giải trí và uống rượu bia, liên kết về mặt cá nhân và lịch sử, các dịch vụ văn hóa và mua sắm, các điểm nghỉ dưỡng khác lạ và cách biệt |

Trong nghiên cứu gần đây nhất được thực hiện bằng phương pháp phân tích nhân tố đã giảm 56 yếu tố xuống còn 9 nhân tố kéo. 9 nhân tố này bao gồm dịch vụ và lòng hiếu khách của dân địa phương, chi phí và sự tiện lợi của chuyến đi, nhận thức về một môi trường an toàn/an ninh, các hoạt động vui chơi và thể thao, cơ hội giải trí và uống rượu bia, liên kết về mặt cá nhân và lịch sử, các dịch vụ văn hóa và mua sắm, các điểm nghỉ dưỡng khác lạ và cách biệt. Nghiên cứu chỉ ra nhân tố đầu tiên “dịch vụ và lòng hiếu khách của dân địa phương” là yếu tố quan trọng nhất thu hút họ đến thăm.

## Ứng dụng

### Du lịch
Mô hình thuyết đẩy kéo  là một học thuyết nổi tiếng để giải thích lý do vì sao du khách quyết định đến du lịch tại điểm đến này thay vì nơi khác, trải nghiệm mà họ muốn nhận được và các hoạt động họ muốn thực hiện. Một số tác giả cho rằng mô hình đẩy và kéo là cách tiếp cận thích hợp nhất đối với các nghiên cứu muốn tìm hiểu động cơ du lịch thông qua phân tích nhân tố, sau đó kiểm tra mối quan hệ giữa động cơ và các yếu tố khác. Hơn nữa, khái niệm về động lực đẩy và kéo có thể được kiểm định trong bối cảnh du lịch hiện nay, đại diện cho hai thành phần chính của thị trường, đó là nhu cầu (từ du khách) và cung (từ điểm du lịch). Kim cho rằng động cơ đẩy và kéo có liên quan đến nhau. Trong khi động cơ đẩy hối thúc con người quyết đi định du lịch, thì động cơ kéo đồng thời giúp họ tìm ra điểm đến mong muốn cụ thể. Do đó, các đơn vị marketing và quảng bá điểm đến cần lưu ý về tầm quan trọng của động cơ du lịch, từ đó đưa ra các chiến lược marketing phù hợp với thuộc tính của điểm đến, nhu cầu và mong đợi của khách du lịch.

### Dịch vụ mạng xã hội
Một nghiên cứu đã được tiến hành về mạng xã hội và hiệu ứng đẩy, kéo của nó.
Trong đó đề cập đến một ý “Sự hối hận và bất mãn tương tự như các tác nhân kéo bởi vì chúng là những tác nhân tiêu cực khiến cho người dùng rời bỏ nhà cung cấp dịch vụ hiện tại.” Vì vậy từ điều này, chúng ta biết được rằng động lực đẩy cũng có thể là tác động xấu. Trong trường hợp này, tác động xấu đó là sự hối hận và bất mãn.
Động lực kéo mặc khác lại có thể là tác động thay thế khi so với tác động tiêu cực. Cũng trong nghiên cứu đã nêu trước đó, “Sự hối hận và bất mãn với nhà cung cấp dịch vụ mạng xã hội (SNS) hiện tại có thể kích hoạt một sự quan tâm lớn hơn đến việc chuyển sang nhà cung cấp dịch vụ khác, nhưng động cơ như thế thường sẽ trở thành hiện thực dưới dạng của một phương án thay thế tốt. Vì vậy, những sự hứng thú thay thế có thể tiết chế tác động của sự hối hận và bất mãn trở thành ý định chuyển đổi.” Vì vậy, động lực kéo có thể là một mong muốn thu hút chúng ta (sang một giải pháp thay thế) khi các ảnh hưởng tiêu cực phát sinh.